# 4465 Rodita
4465 Rodita eller 1969 TD5 är en asteroid i huvudbältet som upptäcktes den 14 oktober 1969 av den rysk- sovjetiska astronomen Bella Burnasjeva vid Krims astrofysiska observatorium på Krim. Den är uppkallad efter konstkritikern Tatjana Rodina (1914–1989).
Asteroiden har en diameter på ungefär tio kilometer och den tillhör asteroidgruppen Nysa.